# Gervasio Troche
Gervasio Troche, conocido simplemente como "Troche" (Avellaneda, 28 de noviembre de 1976) es un dibujante uruguayo nacido en Argentina.

## Biografía
Nació en Avellaneda, hijo de padres que se habían exiliado en Argentina luego del golpe de Estado de Uruguay de 1973. Con la llegada de la dictadura argentina, la familia se trasladó a Francia y luego a México. Con la finalización de la dictadura uruguaya, en 1985, la familia retornó a Montevideo.
En la década del 2000 estudió en el taller de Tunda Prada y Fermín Hontou (Ombú) y publicó en el periódico del barrio del barrio La Teja, llamado "El Tejano". Para La mano que mira, hizo algunos chistes y en el año 2000, a través de una editorial del taller "Alma Zen", se publicó una revista con su personaje Mangrullo. También cursó estudios en la Escuela Nacional de Bellas Artes de Montevideo.
En el año 2006 comenzó a trabajar en el diario La República, en donde se publicaron sus dibujos por cinco o seis años. En el año 2009 creó un blog donde comenzó a mostrar sus trabajos, y por el cual fue conocido en Argentina, Brasil y España. Una selección de los trabajos publicados en ese blog se editó en su primer libro, titulado "Dibujos invisibles", en el año 2013, por parte de la Editorial Sudamericana. Dicho libro fue publicado en Brasil bajo el título "Desenhos invisíveis" y en Francia como "Dessins invisibles", en los años 2014 y 2015 respectivamente.
Realizó su primera muestra en solitario en 2012, y ha realizado exposiciones en Argentina, Uruguay y Brasil. Colabora con varios medios de prensa uruguayos y de otras partes del mundo, como Folha de San Pablo y La Nación. En 2015 pintó en Sesc Ipiranga de San Pablo un mural de grandes dimensiones y ese mismo año publicó con Criatura Editora su segundo libro, que recoge otra selección de dibujos publicados en su blog entre los años 2012 y 2015.

## Libros
- Dibujos invisibles (Editorial Sudamericana, 2013)
- Equipaje (Criatura Editora, 2015)